# Сумская крепость
Сумская крепость (укр. Сумська фортеця) — одна из крупнейших и наиболее укреплённых крепостей Слобожанщины. В XVII веке была оборонительным бастионом, который охранял южные земли Русского царства от набегов крымских татар и турок. Ни разу не была взята неоднократно осаждавшими её крымскими татарами и мятежниками.

## История
Окрестности Сум были населены славянами с глубокой древности. Так, на территории Сум существуют два славянских и древнерусских городища — около бывшего села Тополи и на окраине Сум — Луке. Во второй половине XVI века по реке Псёлу проходила линия разъездов русских конных постов.
Поселение Сумы было основано на территории Русского царства в 1655 году черкасскими переселенцами из местечка Ставище Белоцерковского полка  во главе с атаманом  Герасимом Кондратьевым, которым было разрешено поселиться «на Псле речки подле речки Сум». В 1656 году сюда был направлен царский воевода Кирилл Арсеньев с 52 служилыми людьми. Он выбрал участок под строительство деревянной крепости между устьями Стрелки и Сумки, и в 1657 году, при помощи переселенцев, возведение «Сумина города» было уже практически завершено, хотя некоторые работы продолжались и в следующем году. Новая крепость была весьма крепкой и вскоре привлекла многих жителей.
В 1658 году жители Сум изгнали эмиссаров гетмана Ивана Выговского, пытавшихся склонить их к измене царю. В следующем году к стенам Сум подошёл посланный Выговским крымский отряд, но в бою с местными казаками и горожанами крымские татары потерпели поражение и отступили. Сумы выдержали ещё две осады крымских татар — в 1663 году и в 1668 году во время мятежа Брюховецкого. Последний тщетно пытался перетянуть гарнизон Сум и горожан на свою сторону. За верность царь наградил сумчан привилегиями. Во время восстания Разина Сумы отбили нападение «воровских донских казаков».
Во время крымских походов Сумская крепость играла роль сборного пункта русской армии. Здесь находилась казна гетмана Ивана Мазепы. В 1706 году город пострадал от крупного пожара, который уничтожил и часть укреплений. Расследование выяснило, что был осуществлён поджог со стороны изменников. В ближайшие два года крепость была отстроена и модернизирована. В декабре 1708 года, Иван Кондратьев, внук Герасима Кондратьева, встречал в Сумах царя Петра I, который здесь прожил больше месяца, отпраздновал Новый год (1709) и принимал в крепости парад войск.

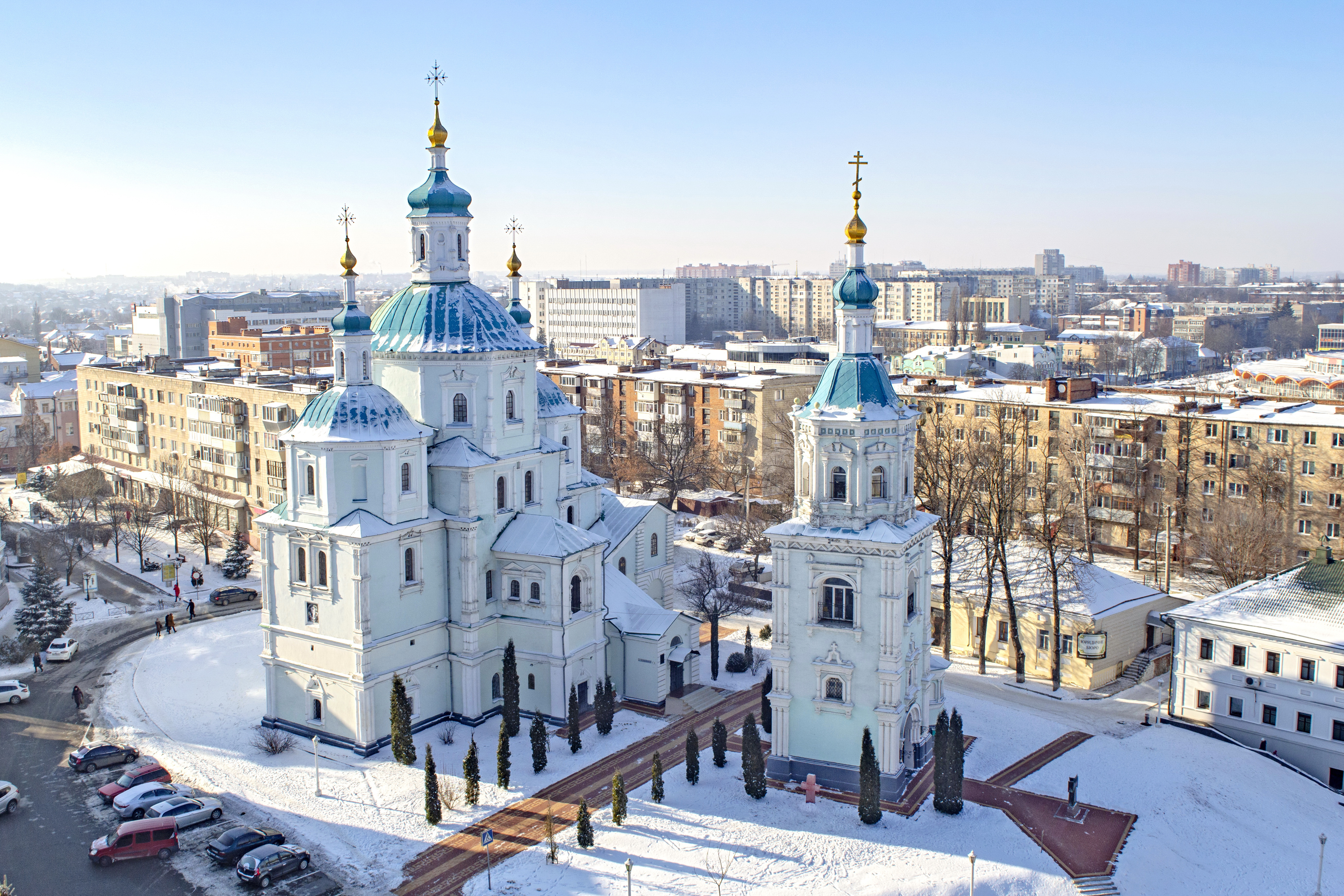
Воскресенская церковь в Сумах

В 1730—1790-е годы Сумская крепость утратила оборонительные функции и значение опорного пункта русской армии. В конце XVIII века произошла перепланировка города по утверждённому Екатериной II плану. Были окончательно засыпаны рвы и и срыты почти все крепостные валы некогда мощного укрепления. Остатки сохранившихся земляных валов кремля (на месте парка Лещинских), а также современница крепости — Воскресенская церковь (1702), дошли до наших дней.

## Описание крепости
Согласно описи 1668 года, укрепления Сум состояли из трёх частей — небольшого кремля (рубленого города), примыкавшего к нему окольного города (острога), а также земляного вала с поставленным на нём забором, защищавшего пригородные слободы. Кремль, находившийся на берегу Псёла, был рублен из дубовых брёвен, имел неправильную четырёхугольную форму и шесть башен, четыре их которых были глухими и две — проезжими. Периметр кремля составлял 409 м. Кремль окружал ров глубиной и шириной до 6 м. Стены дубового острога, занимавшего междуречье Псёла, Сумки и Стрелки, насчитывали в длину 1925,5 м. В остроге было пять проездных, десять глухих башен и три калитки. В 1671 году Герасим Кондратьев ещё более укрепил город, пристроив к имеющемуся острогу с напольной стороны ещё один острог. Его длина составляла 1844,5 м, он обладал четырьмя проездными воротами, девятью глухими башнями и пятью калитками. Длина земляного вала составляла 7514,6 м. Из крепости вёл к реке тайник длиной 42,6 м.
Среди сооружений, которые находились на территории укреплений, были: деревянная казарма длиной 10 саженей (21,3 м), которая размещалась на участке внутренней цитадели, деревянная караульня — была в 1804 году разобрана и построена каменная, а также многочисленные флигели, амбары, погреба, которые располагались во внутренних дворах государственных и купеческих усадеб.